# Rafael Catalá
Rafael Catalá Salva (* 1960 in Valencia) ist ein spanischer Gitarrist und Komponist.

## Leben
Sein Musik-/Gitarrestudium mit Abschluss Master of Arts absolvierte Catalá in Barcelona, Paris und Graz. Als Komponist besuchte er Kurse mit Cristóbal Halffter, Luis de Pablo und Helmut Lachenmann.
Catalá gibt Gitarrenkurse an der kommunalen Musik- und Kunstschule Deutschlandsberg (Österreich). Er leitete Kurse und Seminare an Musikhochschulen, u. a. in München, Wien und Bremen. Catalá lebt in Österreich.

### Musikalische Karriere
Catalá arbeitete auch im Duo mit Sängern wie der Mezzosopranistin Teresa Berganza (Japan-Tour 2004) oder dem Bariton Carlos Álvarez zusammen.
Seine Konzerte in vielen Ländern Europas, Japan, dem Nahen Osten, Mexiko und den USA und seine preisgekrönte CD-Einspielungen für Labels wie Sony Classical machten aus ihm einen anerkannten Musiker. Seine Werke und Bearbeitungen werden vom Verlag Doblinger (Wien), VNM (Berlin) und Clivis (Barcelona) veröffentlicht.
2011 gründete er in Österreich sein eigenes Label ElDuende Productions.

## Herausgeberschaft
Als Herausgeber hat er wesentlich dazu beigetragen, das Gitarrenrepertoire zu erneuern und zu erweitern. Er ist Herausgeber der Gitarrenmusikreihe Música Ibérica, die der spanischen Gitarrenmusik des 19. Jahrhunderts gewidmet ist und von der bisher fünf Bände erschienen sind. Außerdem veröffentlichte er in Abstimmung mit Teresa Berganza seine Bearbeitungen sowie kritische Studien zu den 15 Canciones españolas populares antiguas, gesammelt von Federico García Lorca.

## Diskografie
- Rafael Catalá, Música Ibérica (Sony Classical, 1994).
- Rafael Catalá, Fantasía (Sony Classical). Kritikerpreis in Japan (2004).
- Rafael Catalá, Generación 27 (EOS Records, 2005).
- Carlos Álvarez / Rafael Catalá, Canciones Españolas y un poema (Gramola, 2009).
- Echoes of Flamenco. Rafael Catalá & Friends : Rafael Catalá, Gitarren; Roger Blàvia, Perkussion; Katalin Halmai, Mezzosopran; Albert Kreuzer, Kontrabass, Istvan Tóth, Kontrabass. (Gramola, 2009).
- Tales of the Minotaur, Rafael Catalá & Ensemble (ElDuende Productions, 2011).
- Nómadas, Rafael Catalá & Ensemble, (ElDuende Productions, 2011).